# فراری ۳۳۰۸
سیارک ۳۳۰۸ (به انگلیسی: 3308 Ferreri، نامگذاری:1981EP) سه هزار و سیصد و هشتمین سیارک کشف شده‌است که در ۱ مارس ۱۹۸۱ کشف شد.
قدر مطلق سیارک برابر ۱۱٫۵۰ است.